# Katelyn Ohashi
Katelyn Ohashi (nascida em 12 de abril de 1997) é uma ginasta da elite dos Estados Unidos que é a Campeã Nacional de 2011 no Individual Geral, trave, barras assimétricas e solo. Ela fez parte da seleção Junior de ginástica por 3 vezes.
Ohashi atualmente treina sob os cuidados do treinador Valeri Liukin no World Olympic Gymnastics Academy (WOGA) em Plano, Texas.

## 2009
Cedo, na sua carreira, Ohashi treinou sob os cuidados de Al Fong no clube Great American Gymnastics Express (GAGE) em Blue Springs, Missouri. Fez sua estréia no cenário nacional em 2009 no Campeonato Nacional para Level 10, onde ela foi a primeira colocada no solo, empatou em segundo nas assimétricas, ficou em quarto lugar no Individual Geral e empatada em sétimo no salto.
Ohashi competiu pela primeira vez na elite da ginástica em 2009 no CoverGirl Classic em Des Moines, Iowa, onde foi a 4ª colocada no solo, empatada em 5º na trave e 9ª colocada no Individual Geral na categoria junior da competição.
Assim ela se classificou para o Campeonato Nacional Junior de 2009 em Dallas, Texas, onde foi prata no solo, sexta da trave e décima no Individual Geral. No final da competição Katelyn foi nomeada membro da seleção Junior de ginástica dos Estados Unidos (2009-2010). Logo após o Nacional de 2009, Ohashi se mudou para Plano, Texas para ser treinada por Valeri Liukin no WOGA.

## 2010
Na divisão Junior do CoverGirl Classic de 2010, em Chicago, Illinois, Ohashi medalhou prata no Individual Geral, barras, trave e solo. E também foi a oitava colocada no salto.
Durante agosto de 2010 no Campeonato Nacional Junior em Hartford, Connecticut, Ohashi foi campeã nas barras, prata no Individual Geral e empatou pelo 4º lugar no solo. Foi 5ª colocada na trave e sétima no salto.
Na Bumbo Cup de 2010 em Pretória, África do Sul, Ohashi ganhou as medalhas de ouro no Individual Gerla, solo e salto, juntamente com prata nas barras e trave. Ela competiu um twist grupado na trave pela primeira vez na Copetição Sul Africana.

## 2011

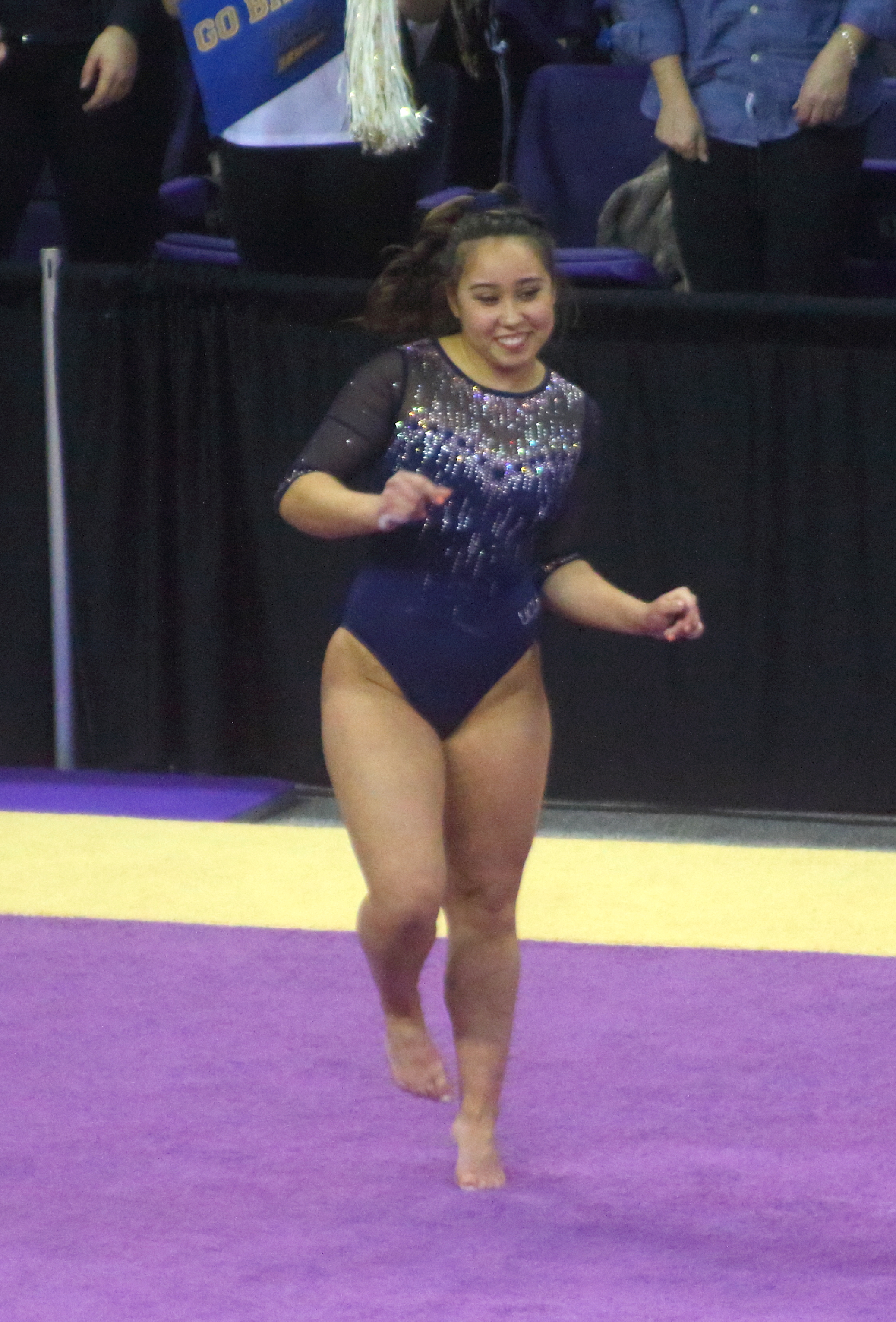
Katelyn Ohashi em 2016

Em Jesolo, Itália, na divisão junior do City of Jesolo Trophy de 2011, Ohashi ajudou os EUA a ganhar o ouro e também venceu a prova de solo, empatou por segundo lugar nas paralelas e foi terceira colocada no Individual Geral. Terminou em 4º na trave e 5º no salto. Ela também competiu pela primeira vez uma saída de duplo mortal grupado com dupla pirueta das barras nesta competição.
Na divisão Junior do CoverGirl Classic de 2011 em Chicago, Illinois, Ohashi empatou com Kyla Ross pelo ouro nas barras (15.000). Ganhou prata na trave (14.950) e bronze no Individual Geral (57.950), atrás da campeã Ross e da medalhista de prata Lexie Priessman. Ohashi também empatou pelo quinto lugar no salto com Kiana Winston (14.55).
Na categoria Junior do campeonato nacional de 2011, em agosto, Katelyn terminou a primeira rotação em primeiro lugar e se manteve assim durante todas as 8 rotações da competição, ganhando o título do Individual geral com 120.950 pontos (somatória das duas noites da competição). Ohashi venceu a campeã anterior, Kyla Ross, que teve uma nota final de 117.650.
Ohashi também se tornou campeã nas barras (30.150), com movimentos como um Gienger e um duplo mortal grupado com dupla pirueta de saída.
Sua série de trave que a consagrou campeã, incluia um mortal esticado com uma pirueta, um twist grupado, um Onodi, e um duplo mortal carpado com pirueta de saída da trave. Ela se tornou conhecida pela sua extrema dificuldade e limpa execução em seus movimentos na trave, com uma das séries mais difíceis executadas atualmente no mundo. Ela também foi campeã no solo (30.050) com movimentos como um duplo carpado com pirueta e uma dupla pirueta e meia bate pirueta para frente. Ela apresentou um Yurchenko com dupla pirueta no salto terminando em quarto lugar (29.700).

## Filmografia
| Ano  | Título | Papel     | Notas                   |
| ---- | ------ | --------- | ----------------------- |
| 2023 | Bunk'd | Ela mesma | Episódio: "Coop D'etat" |